# منتخب إسبانيا لكرة السلة
منتخب إسبانيا لكرة السلة هو ممثل إسبانيا الرسمي في رياضة كرة السلة.

## سجل المشاركات

### الألعاب الأولمبية الصيفية
| - 1936: لم يشارك - 1948: لم يتأهل - 1952: لم يتأهل - 1956: لم يتأهل - 1960: المرتبة 11 - 1964: لم يتأهل - 1968: المرتبة 7 - 1972: المرتبة 11 - 1976: لم يتأهل | - 1980: المرتبة 4 - 1984: ميدالية فضية - 1988: المرتبة 8 - 1992: المرتبة 9 - 1996: لم يتأهل - 2000: المرتبة 9 - 2004: المرتبة 7 - 2008: ميدالية فضية - 2012: ميدالية فضية |

### بطولة العالم لكرة السلة
| - 1950: المرتبة 10 - 1954: لم يتأهل - 1959: لم يتأهل - 1963: لم يتأهل - 1967: لم يتأهل - 1970: لم يتأهل - 1974: المرتبة 5 - 1978: لم يتأهل | - 1982: المرتبة 4 - 1986: المرتبة 5 - 1990: المرتبة 10 - 1994: المرتبة 10 - 1998: المرتبة 5 - 2002: المرتبة 5 - 2006: البطل - 2010: المرتبة 6 |

### بطولة أوروبا لكرة السلة
| - 1935: الوصيف - 1937: لم يشارك - 1939: لم يتأهل - 1946: لم يشارك - 1947: لم يشارك - 1949: لم يشارك - 1951: لم يشارك - 1953: لم يشارك - 1955: لم يشارك - 1957: لم يشارك - 1959: المرتبة 15 - 1961: المرتبة 13 - 1963: المرتبة 7 | - 1965: المرتبة 11 - 1967: المرتبة 6 - 1969: المرتبة 5 - 1971: المرتبة 7 - 1973: الوصيف - 1975: المرتبة 4 - 1977: المرتبة 9 - 1979: المرتبة 6 - 1981: المرتبة 4 - 1983: الوصيف - 1985: المرتبة 4 - 1987: المرتبة 4 - 1989: المرتبة 5 | - 1991: المرتبة الثالثة - 1993: المرتبة 5 - 1995: المرتبة 6 - 1997: المرتبة 5 - 1999: الوصيف - 2001: المرتبة الثالثة - 2003: الوصيف - 2005: المرتبة 4 - 2007: الوصيف - 2009: البطل - 2011: البطل |